# Schwarzkogel (Hengstpass)
Der Schwarzkogel  ist ein 1554 m ü. A. hoher Berg im Reichraminger Hintergebirge in Oberösterreich. Westlich befindet sich der 1533 m ü. A. hohe Vorgipfel der Tannschwärze mit dem Gipfelkreuz mit Gipfelbuch. Meist wird nur die Tannschwärze bestiegen. Sie ist wegen ihrer hervorragenden Aussicht über das Reichraminger Hintergebirge, das Sengsengebirge und die Haller Mauern ein beliebter Wanderberg. Im Winter ist der Gipfel für Skitourengeher und Schneeschuhwanderer ebenfalls ein beliebtes Ziel.

## Beschreibung
Der Schwarzkogel bildet einen von West nach Ost verlaufenden Kamm, der im Westen mit dem Spitzenbergriedel beginnt und sanft zur Tannschwärze ansteigt. Die Kammhöhe wird von Tannschwärze – Schwarzkogel und Hieflerstutzen gebildet. Zwischen Schwarzkogel und Hieflerstutzen leitet ein Sattel zur südlich vorgelagerten Kampermauer über. Die Westflanke der Tannschwärze fällt in einem Graben zur Spitzenbergalm mit der Hengstpaßhöhe ab. Die Südwestflanke fällt zur Menaueralm ab.
Spitzenbergriedel und Schwarzkogel fallen durch relativ einförmige, braunlehmreiche Südhänge bzw. durch breit verästelte Erosionstrichter nördlich der Kammhöhe auf. Die flachen Partien wird von Weideland mit zahllose Viehgangeln eingenommen. Der Schwarzkogel besteht aus einem hornsteinführenden Knollenkalk der Reifling-Formation, der auch mäßig verkarstet ist. Der Gipfelkamm Schwarzkogel – Hieflerstutzen ist signifikant durch diesen geprägt. Der leicht abwitternde Kalk, schafft breite, plaikenartig erodierende Erosionstrichter, die nach der Reihe (Glegplangraben, Staudenplangraben und Grünplangraben) bis zur Kammhöhe reichen. Diese Erosionskessel gehen rasch in sehr steile Steinschlagrinnen über.

## Flora
In der nährstoffarmen und versauerten Weide der Westflanke am Spitzenbergriedl dominiert der Bürstling (Nardus stricta). Im Bürstlingrasen sind Gewöhnlichem Katzenpfötchen (Antennaria dioica) und Alpen-Brandlattich (Homogyne alpina) häufig. An Orchideen finden sich Grüne Hohlzunge (Coeloglossum viride) und das in Oberösterreich seltene Holunder-Knabenkraut (Dactylorhiza sambucina).

## Fauna
Zwischen Tannschwärze und dem Schwarzkogel wurde die Alpen-Schmalbiene (Lasioglossum alpigenum) nachgewiesen.

## Aufstieg
Unmarkierte Anstiege:
- Von der Hengstpaßhöhe über den Spitzenbergriedl durch die Westflanke